# 萊爾德河
52°51′54.8″N 9°18′2.16″E / 52.865222°N 9.3006000°E

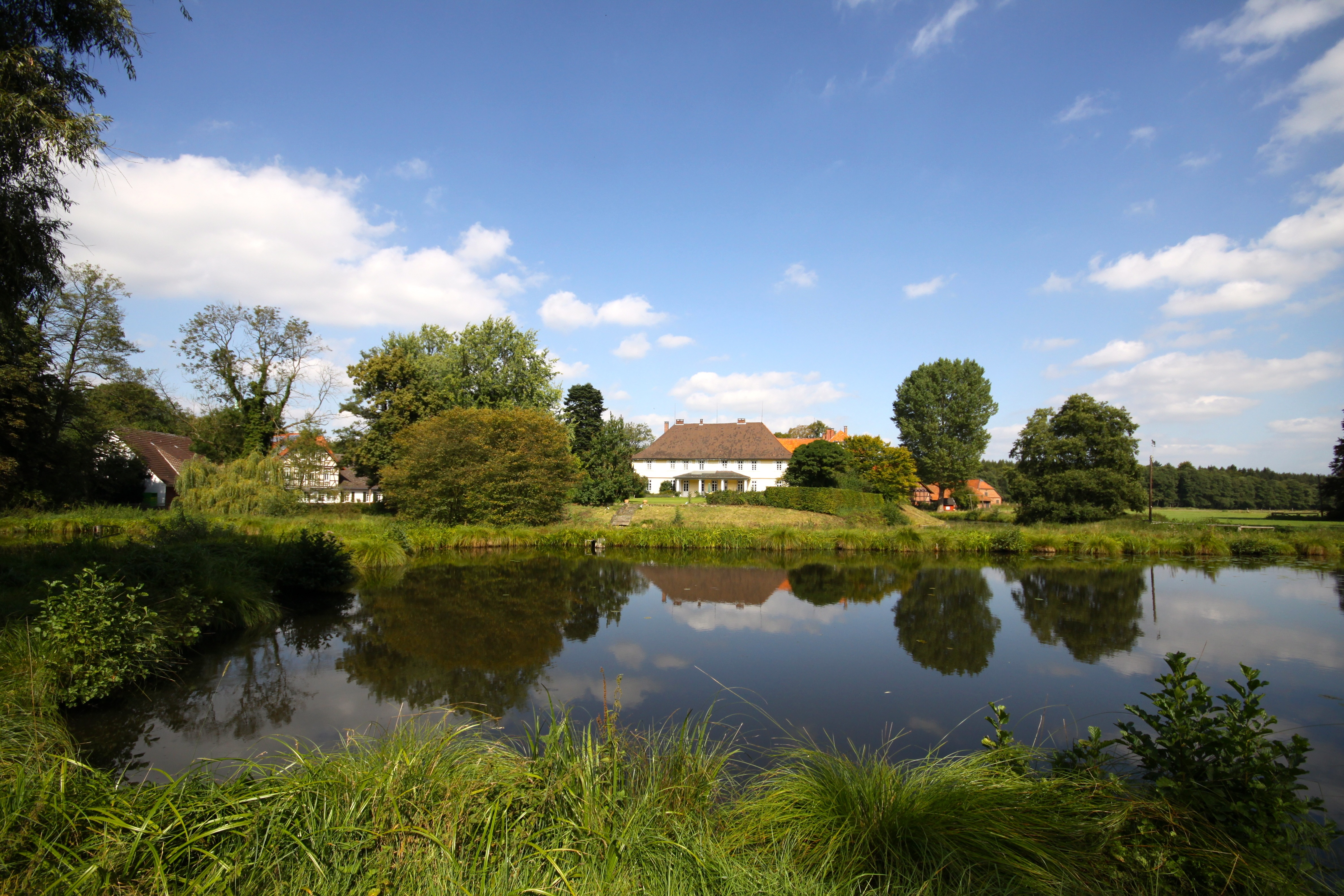

萊爾德河（德語：Lehrde），是德國的河流，位於該國西北部，由下薩克森州負責管轄，屬於阿勒爾河的右支流，河道全長29公里，流域面積190平方公里，發源自菲瑟爾赫沃德東南面。